# Веприцька сотня
Веприцька сотня — військово-адміністративна одиниця Гадяцького та Полтавського полку Гетьманщини. Центр — сотенне містечко Веприк.

## Історія
Виникла восени 1648 року як військово-територіальний підрозділ Гадяцького полку. Через його ліквідацію сотню 1649 року включили до складу Полтавського полку у кількості 271 козака. У 1658 р. її перевели зі складу Полтавського до Гадяцького (1658-1660 pp.), потім знову до Полтавського (1660-1662 pp.). Протягом 1662-1672 рр. Веприцька сотня була адміністративною одиницею Зіньківського полку а від 1672 р. і до ліквідації у 1782 р. — у Гадяцькому полку. Після скасування територія увійшла до Чернігівського намісництва.

## Сотники
- Остапенко Захарко (1649)
- Семенович Данило (1658)
- Логребинський Пилип (1658)
- Савченко Богдан (1666-1672)
- Василь Михайлович (1676)
- Масюк Федір Юрійович (1708-1709)
- Масюк Леонтій Федорович (1711-1729)
- Дубовик Іван (1730, н.)
- Бездітько Матвій (1730, н.)
- Масюк Прокіп Леонтійович (1736-1738, н.; 1738-1761)
- Покотило Григорій (1739, н.)
- Калатура Гаврило (1768-1782)

Козаки Веприцької сотні
- Юрченко Андрій (1649) в 1649 козак Веприцкої сотні Полтавского полку Війська Запорожского (згідно реєстру від 1649 року).
- Юрченко Кондрат (1649) в 1649 козак Веприцкої сотні Полтавского полка Війська Запорожского (згідно реєстру від 1649 року).